# Idlewild (album)
Idlewild to wydany 21 sierpnia 2006 siódmy album duetu OutKast. Krążek stanowi jednocześnie ścieżkę dźwiękową do filmu pod tym samym tytułem.

## Lista utworów
| Nr  | Tytuł utworu                              | Gościnnie                  | Długość |
| --- | ----------------------------------------- | -------------------------- | ------- |
| 1.  | „Intro”                                   |                            | 2:12    |
| 2.  | „Mighty 'O'”                              |                            | 4:16    |
| 3.  | „Peaches”                                 | Sleepy Brown, Scar         | 3:11    |
| 4.  | „Idlewild Blue (Don'tchu Worry 'Bout Me)” |                            | 3:24    |
| 5.  | „Infatuation (interlude)”                 |                            | 0:49    |
| 6.  | „N2U”                                     | Khujo                      | 3:41    |
| 7.  | „Morris Brown”                            | Sleepy Brown, Scar         | 4:25    |
| 8.  | „Chronomentrophobia”                      |                            | 2:12    |
| 9.  | „The Train”                               | Sleepy Brown, Scar         | 4:10    |
| 10. | „Life Is Like a Musical”                  |                            | 2:14    |
| 11. | „No Bootleg DVDs (interlude)”             |                            | 0:50    |
| 12. | „Hollywood Divorce”                       | Lil Wayne, Snoop Dogg      | 5:23    |
| 13. | „Zora (interlude)”                        |                            | 0:17    |
| 14. | „Call the Law”                            | Janelle Monáe              | 4:52    |
| 15. | „Bamboo & Cross (interlude)”              |                            | 0:55    |
| 16. | „Buggface”                                |                            | 2:46    |
| 17. | „Makes No Sense at All”                   |                            | 2:54    |
| 18. | „In Your Dreams”                          | Killer Mike, Janelle Monáe | 3:55    |
| 19. | „PJ & Rooster”                            |                            | 4:28    |
| 20. | „Mutron Angel”                            | Whild Peach                | 4:18    |
| 21. | „Greatest Show on Earth”                  | Macy Gray                  | 3:07    |
| 22. | „You're Beautiful (interlude)”            |                            | 0:30    |
| 23. | „Dyin' to Live”                           |                            | 2:43    |
| 24. | „Greatest Show on Earth”                  |                            | 2:08    |
| 25. | „A Bad Note”                              |                            | 8:47    |
|     |                                           |                            | 1:18:27 |